# 旺德
旺德（法語：Vendes，法語發音：[vɑ̃d] ⓘ）是法国卡尔瓦多斯省的一个市镇，属于巴约区。

## 地理
旺德（49°8'51"N, 0°35'49"W）面积3.47 平方千米，位于法国诺曼底大区卡爾瓦多斯省，该省份为法国西北部沿海省份，北濒大西洋英吉利海峡，东北与滨海塞纳省以海上边界相接，东临厄尔省，南至奧恩省，西与芒什省接壤。
与旺德接壤的市镇（或旧市镇、城区）包括：瑟勒河畔瑞维尼、贝桑地区蒙、瑟勒河畔圣瓦斯特、泰塞勒、瓦勒达里。

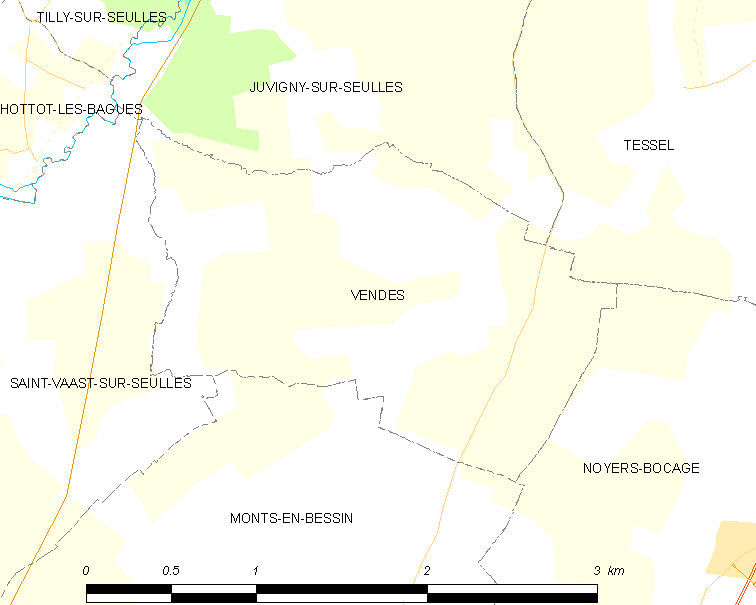
旺德的OSM定位图

旺德的时区为UTC+01:00、UTC+02:00（夏令时）。

## 行政
旺德的邮政编码为14250，INSEE市镇编码为14734。

## 政治
旺德所属的省级选区为蒂和米县。

## 人口

1962-2008年间旺德人口变化图示

旺德于2022年1月1日时的人口数量为335人。